# Даль, Самуэль
Самуэль Элиас Даль (швед. Samuel Elias Dahl; родился 4 марта 2003) — шведский футболист, защитник клуба, «Бенфика» и сборной Швеции.

## Клубная карьера
Начал заниматься футболом в клубе «ИФК Вестерос». Затем перешел в «Вестерос ИК», откуда вместе со всей командой был переведён в «Вестерос». В июне 2018 года подписал с клубом первый контракт, рассчитанный на три года. Во второй половине 2019 года по соглашению между клубами о сотрудничестве получил право также представлять «Вестерос ИК» в третьем дивизионе, где провёл в итоге один матч. 3 ноября в последнем туре Суперэттана против «Браге» дебютировал за основной клуб, появившись на поле на 75-й минуте.
В январе 2020 года подписал контракт с АИК, присоединившись к молодёжной команде клуба. В том же году в её составе выиграл юношеский Кубок лиги, в финале которого АИК обыграл «Мальмё» со счётом 3:0, а Даль забил один из мячей.
Перед сезоном 2022 перешёл в «Эребру», с которым подписал контракт, рассчитанный на три года. Первую игру за новую команду провёл 7 марта 2022 года на группового этапа кубка Швеции против АИК. За полтора года, проведённых в клубе, принял участие в 47 матчах во всех турнирах.
24 июля 2023 года перешёл в «Юргорден», с которым заключил соглашение до конца 2027 года. Через три дня провёл первую игру за столичный клуб во втором квалификационном раунде Лиги конференций против швейцарского «Люцерна». 30 июля дебютировал в чемпионате Швеции во встрече с «Мьельбю», появившись в стартовом составе.

## Карьера в сборной
Выступал за юношеские сборные Швеции различных возрастов. В ноябре 2022 года впервые получил вызов в молодёжную сборную на товарищеские матчи с Данией и Азербайджаном.

## Клубная статистика
| Выступление      | Выступление      | Выступление      | Лига | Лига | Кубки | Кубки | Конт. кубки | Конт. кубки | Итого | Итого |
| Клуб             | Лига             | Сезон            | Игры | Голы | Игры  | Голы  | Игры        | Голы        | Игры  | Голы  |
| ---------------- | ---------------- | ---------------- | ---- | ---- | ----- | ----- | ----------- | ----------- | ----- | ----- |
| Вестерос         | Суперэттан       | 2019             | 1    | 0    | 0     | 0     | 0           | 0           | 1     | 0     |
| Вестерос         | Итого            | Итого            | 1    | 0    | 0     | 0     | 0           | 0           | 1     | 0     |
| → Вестерос ИК    | Дивизион 3       | 2019             | 1    | 0    | 0     | 0     | 0           | 0           | 1     | 0     |
| → Вестерос ИК    | Итого            | Итого            | 1    | 0    | 0     | 0     | 0           | 0           | 1     | 0     |
| Эребру           | Суперэттан       | 2022             | 27   | 0    | 2     | 0     | 0           | 0           | 29    | 0     |
| Эребру           | Суперэттан       | 2023             | 15   | 0    | 3     | 0     | 0           | 0           | 18    | 0     |
| Эребру           | Итого            | Итого            | 42   | 0    | 5     | 0     | 0           | 0           | 47    | 0     |
| Юргорден         | Алльсвенскан     | 2023             | 6    | 0    | 0     | 0     | 2           | 0           | 8     | 0     |
| Юргорден         | Итого            | Итого            | 6    | 0    | 0     | 0     | 2           | 0           | 8     | 0     |
| Всего за карьеру | Всего за карьеру | Всего за карьеру | 50   | 0    | 5     | 0     | 2           | 0           | 57    | 0     |